# Progreeffiella simplex
Progreeffiella simplex är en rundmaskart som beskrevs av Timm 1970. Progreeffiella simplex ingår i släktet Progreeffiella och familjen Desmoscolecidae. Inga underarter finns listade i Catalogue of Life.